# Yves Congar
Georges Yves Marie Congar, nommé Marie-Joseph Congar en religion, né le 13 avril 1904 à Sedan et mort le 22 juin 1995 à Paris 7e, est un religieux dominicain considéré comme l'un des plus influents théologiens catholiques du XXe siècle. Il est connu en particulier pour ses travaux en ecclésiologie et en œcuménisme. Ces derniers, ainsi que ses prises de position sur le statut des laïcs dans l'Église, lui ont valu, au cours du pontificat de Pie XII, d'être exposé aux soupçons puis aux sanctions de l’autorité ecclésiale et enfin d'être condamné au silence par le Saint-Office par deux fois. Réhabilité, il est nommé peritus au concile Vatican II (1962-1965) et élevé au cardinalat par le pape Jean-Paul II en 1994.

## Biographie
Né le 13 avril 1904 à Sedan (Ardennes),, il y vit la Première Guerre mondiale, remplissant cinq cahiers de notes et de dessins qui offrent un aperçu unique de l'histoire de la guerre du point de vue d'un enfant (ce journal de guerre a été publié en 2001). Il entre au petit séminaire de Reims puis, en 1921, au séminaire des Carmes à l’Institut catholique de Paris, où il rencontre la philosophie thomiste grâce aux œuvres de Jacques Maritain et de Réginald Garrigou-Lagrange.

### Œcuménisme et captivité
Après son service militaire en 1925, il entre au noviciat des dominicains de la province de France, à Amiens, puis effectue ses études de 1926 à 1931 au couvent du Saulchoir, à Kain-la-Tombe, en Belgique, où l'on met l'accent sur l'histoire de la théologie. Dès 1928, il ressent un appel à œuvrer pour l'unité de tous les chrétiens. Sa thèse de lectorat en théologie portera sur « L’Unité de l’Église ». Ordonné prêtre le 25 juillet 1930, il commence à enseigner l’ecclésiologie au Saulchoir en 1932.
À partir de 1935, il est secrétaire de l'importante Revue des sciences philosophiques et théologiques, fréquente les Jeunes ouvriers chrétiens, puis lance, en 1937, la collection Unam Sanctam aux éditions du Cerf. Il y publie son premier grand ouvrage théologique, Chrétiens désunis. Principes d'un « œcuménisme » catholique, en juillet 1937. L'ouvrage fera date mais rendra Congar suspect aux yeux de Rome, où l'œcuménisme est « très mal vu » et qui interdit alors toute participation au mouvement œcuménique.
Mobilisé en 1939 et fait prisonnier par les Allemands, Yves Congar est incarcéré en 1940 au Château de Colditz, l'OFLAG IV-C, où sont regroupées les « fortes têtes » de plusieurs nationalités. Au début de 1943 les officiers français sont transférés de Colditz à l'Oflag X-C (Lübeck). Dans ces camps Y. Congar donne de nombreuses conférences tant pour occuper les esprits que pour lutter contre l’idéologie nazie.
De retour de captivité, il reprend l’enseignement d’ecclésiologie au Saulchoir, cette fois-ci à Étiolles, près de Paris. Il publie de nombreux articles : des articles d'actualité dans la revue Témoignage chrétien ou des articles sur la place du laïcat au sein de l'Église. Congar pense en effet que le laïcat doit recevoir toute sa place dans cette « vraie Église, Peuple de Dieu », et il participe d'ailleurs comme expert au premier Congrès mondial pour l’apostolat des laïcs, en 1951.

### Années sombres
Depuis son retour de captivité, en 1946, Congar sait qu'il est suspect aux yeux de la Curie romaine. Il ira, en signe de protestation, jusqu'à uriner par deux fois (en 1946 et 1954) sur la porte du Saint Office, qui l'avait placé par deux fois à l'index.
En 1950, il publie son ouvrage Vraie et fausse réforme dans l’Église, un de ses maîtres-livres, qui, publié peu avant l’encyclique Humani Generis va rendre Congar davantage encore suspect aux yeux du Vatican, à une époque où le mot réforme semble tabou.
C'est l'époque où Pie XII, faisant usage du privilège de l’infaillibilité pontificale, proclame le dogme de l’Assomption, proclamation qui scandalise les protestants — dans la mesure où ces derniers pensent que ce dogme n’a pas de fondement biblique — et gèlera durablement les relations œcuméniques naissantes déjà oblitérées[Quoi ?] par la publication de l’Instruction Ecclesia catholica (20 décembre 1949) « déconseillant » la participation des catholiques aux activités du mouvement œcuménique. Cependant, Vraie et fausse réforme dans l’Église a certainement contribué à la possibilité même de la tenue de Vatican II et on rapporte notamment que le nonce apostolique en France, Angelo Roncalli (futur Jean XXIII), conservait cet ouvrage soigneusement annoté dans sa bibliothèque. Le mécontentement croissant de Congar est alimenté par sa détestation profonde du « système romain », représenté par les instances de surveillance et de censure du Saint-Office. Il critique plusieurs prélats comme le père Tromp ou Pietro Parente, qu'il qualifie volontiers de « fascistes ». Il a un mépris particulier pour le mariologue Gabriele Maria Roschini, O.S.M., très influent sous Pie XII et fondateur de la revue et de l'institut pontifical Marianum, ainsi que pour le père Carlo Balić, O.F.M., mariologue et spécialiste de Duns Scot, qu'il qualifie régulièrement de « camelot » ou « bateleur », ; il dénonce aussi les agissements de La Sapinière, réseau de renseignement antimoderniste toujours actif en 1946 d'après ses observations, la Sapinière ayant été officiellement dissoute en 1921.
À partir de février 1952, Congar doit présenter à la censure ses moindres textes et comptes rendus. En 1953, il publie un nouvel ouvrage d'importance dans son œuvre, les Jalons pour une théologie du laïcat, ouvrage qui passe la censure romaine et changera l’image que la théologie catholique présentait des laïcs.
Il sera associé par les autorités romaines à l'« affaire » des prêtres ouvriers, dans les rangs desquels il compte des amis, probablement pour avoir conclu dans l'un de ses articles qu'« on peut condamner une solution si elle est fausse, on ne condamne pas un problème… » Il sera alors brutalement mis à l'écart par sa hiérarchie au même titre que son provincial dominicain et différents théologiens dont Marie-Dominique Chenu.
En février 1954, il est envoyé sur sa proposition à l'École biblique de Jérusalem, avant d'être assigné en 1955 dans un couvent de Cambridge où les restrictions qu'on lui impose lui feront comparer cette réclusion à sa captivité. Fin 1956, il est assigné au couvent dominicain de Strasbourg où, sous la protection de l'évêque et exégète sulpicien Jean-Julien Weber, ne pouvant prendre part aux activités œcuméniques, il y « prépare sa propre Église » et, privé du droit d’enseignement à la faculté de théologie, mène une activité pastorale. Ce n'est qu'à partir de 1960 que son horizon se dégagera peu à peu.

### Réhabilitation
Après cette condamnation au silence au cours du pontificat de Pie XII, il est finalement nommé consulteur de la commission théologique préparatoire du Concile annoncé par Jean XXIII, en 1960, en compagnie de Henri de Lubac, puis il participe aux travaux du concile Vatican II (1962-1965) comme expert (peritus). Il y tient son journal, qui sera publié en 2002. À partir de 1963, enfin libéré de la suspicion qui pesait sur lui, Congar est publiquement reconnu et produit une somme considérable d'articles et de livres. Il voyage en Amérique latine en août 1967 (Chili, Argentine, Brésil), rencontrant alors l'évêque de Talca, Manuel Larraín Errázuriz (es).
Il a participé au renouveau de la théologie catholique au XXe siècle, lui qui se disait aussi grand admirateur de Luther dont il pensait ceci : « il est un des plus grands génies religieux de toute l'Histoire. Je le mets, à cet égard, sur le même plan que saint Augustin, saint Thomas d'Aquin ou Pascal. D'une certaine manière, il est encore plus grand car il a repensé tout le christianisme. J'ai beaucoup étudié Luther. Il ne se passe guère de mois où je ne revienne à ses écrits. » Avec Marie-Dominique Chenu, Henri de Lubac, Jean Daniélou et d'autres, il réintroduit l'histoire dans la méthode théologique. Par ses publications, par la collection « Unam Sanctam », créée en 1937, il a fortement contribué à l'ecclésiologie contemporaine.

### Son influence
Pour la première fois dans l'histoire de la théologie catholique, avec Chrétiens désunis. Principes d'un « œcuménisme » catholique (1937), il donne une valeur théologique positive à l'œcuménisme. Ce livre, d'une très grande importance, tenta, pour la première fois, de définir théologiquement l'œcuménisme. De manière novatrice, le père Congar n'envisagea plus la réunion des Églises comme un simple retour au bercail des chrétiens non catholiques, mais comme la possibilité d'un développement qualitatif de catholicité ». Depuis Vatican II, on parle d'Églises et communautés ecclésiales. Il a ainsi écrit beaucoup sur l'œcuménisme et sur l'Église, y compris sur la crise intégriste.
Son influence fut déterminante pour la suite : A. Roncalli, futur Jean XXIII, alors nonce à Paris, avait lu et annoté Vraie et fausse réforme dans l'Église (1950), Paul VI était familier de l'œuvre de Congar, le jeune Karol Wojtyła, futur Jean-Paul II, a également été influencé à partir de 1946.
Yves Congar montrait la même passion pour l'Église et le monde contemporain. Il a profondément marqué la théologie du XXe siècle. S'appuyant sur une connaissance approfondie de l'histoire et une fréquentation assidue des sources, scripturaires et patristiques notamment, il a contribué à préparer théologiquement les grands textes de Vatican II sur la révélation de Dieu dans l'histoire, l'Église communion, l'œcuménisme, la promotion du laïcat et les ministères[Quoi ?]. En 1968, à la suite de la parution de l'encyclique Humanæ vitæ, il déclara : « Je n'arrive pas vraiment à juger que des époux, qui ont exercé ou exercent une paternité raisonnable et généreuse, contreviennent à la volonté de Dieu si, pour espacer ou éviter une nouvelle naissance (intention qu'Humanæ Vitæ reconnaît légitime), ils usent d'un moyen artificiel plus sûr que l'abstinence périodique. »[réf. nécessaire]
Au début des années 1980, il est hospitalisé, atteint de longue date par une grave maladie neurologique qu'il a jusqu'alors surmontée mais qui l'empêche définitivement de travailler à partir de 1984. Il prend toutefois, en 1984, la défense nuancée de la théologie de la libération, écrivant à ce sujet au cardinal Ratzinger.
Il est créé cardinal, non électeur en cas de conclave, par le pape Jean-Paul II lors du consistoire du 26 novembre 1994 avec le titre de cardinal-diacre de San Sebastiano al Palatino. Jean-Paul II déclare lui devoir beaucoup. Il meurt le 22 juin 1995 à l'hôpital militaire des Invalides, à Paris.

## Publications

### Liste partielle d'ouvrages
Yves Congar est l'auteur de plus de cinquante ouvrages et de dizaines d'articles.
- Chrétiens désunis - Principes d'un « œcuménisme » catholique, Paris, Cerf, 1937.

- Prix Bordin de l’Académie française en 1938.
- Saint Thomas serviteur de la vérité, 1937.
- Vraie et fausse réforme dans l'Église, Paris, Cerf, 1950 (1re éd.), 1968 (2e éd.).
- Leur résistance : Mémorial des officiers évadés, anciens de Lübeck et de Colditz, morts pour la France, Avesnes, Auto-édition, 1948, 164 p. (lire en ligne)  Ce livre est recommandé par P. R. Reid dans The Latter Days, Hodder & Stoughton, London, 1953, p. 9.
- Esquisses du mystère de l'Église, Paris, Cerf, 1953.
- Jalons pour une théologie du laïcat, Paris, Cerf, coll. Unam Sanctam no 23, 1953.
- Le Mystère du temple, ou L'Économie de la Présence de Dieu à sa créature de la Genèse à l'Apocalypse, Paris, Cerf, 1958.
- La Tradition et les traditions Étude historique (vol. I), Étude théologique (vol. II), Paris, Fayard, 1960-1963.

- Prix Broquette-Gonin (littérature) de l’Académie française en 1964.
- Les Voies du Dieu vivant, Théologie et vie spirituelle, Paris, Cerf, coll. « Cogitatio fidei » no 3, 1962.
- Sacerdoce et laïcat, devant leurs tâches d'évangélisation et de civilisation, Paris, Cerf, coll. « Cogitatio fidei », 1962, 482 p. (lire en ligne)
- Chrétiens en dialogue. Contributions catholiques à l’œcuménisme, Paris, Cerf, 1964.
- Jésus-Christ. Notre Médiateur, notre Seigneur, Paris, Cerf, 1965.
- Situation et tâches présentes de la théologie, Paris, Cerf, coll. « Cogitatio fidei », 1967.
- Cette Église que j'aime, Paris, Cerf, 1968.
- Ministères et communion ecclésiale, Paris, Cerf, 1971.
- Un peuple messianique. L'Église, sacrement du salut – Salut et libération, Paris, Cerf, coll. « Cogitatio fidei », 1975.
- La Crise dans l'Église et Mgr Lefebvre, Paris, Cerf, 1977.
- Diversités et communion. Dossier historique et conclusion théologique, Paris, Cerf, coll. « Cogitatio fidei », 1982.

- Prix Montyon de l’Académie française.
- Martin Luther, sa foi, sa réforme - Études de théologie historique, Paris, Cerf, 1983.
- Entretiens d'automne, Paris, Cerf, 1987.
- La Tradition et la vie de l'Église, Paris, Cerf, coll. Traditions historiques, 1984.
- Église et papauté - Regards historiques, Paris, Cerf, 1994.
- Écrits réformateurs (Textes choisis et présentés par Jean-Pierre Jossua), Paris, Cerf, 1995.
- Je crois en l'Esprit-Saint, Paris, Cerf, 1995, 880 p. (1re édition en 3 tomes de 1978 à 1980).
- L'Église. De saint Augustin à l'époque moderne, Paris, Cerf, 1997.
- Journal de la Guerre (1914-1918), Paris, Cerf, 1997, éd. de Stéphane Audoin-Rouzeau et Dominique Congar.
- Esprit de l'homme, Esprit de Dieu, Paris, Cerf, coll. « Foi vivante », 1998, 94 p. (ISBN 2204061115)
- Journal d'un théologien (1946-1956), Paris, Cerf, 2000.
- Vaste monde, ma paroisse. Vérité et dimension du Salut, Paris, Cerf, 2000.
- Yves Congar, Eric Mahieu (Sous la direction de) et Bernard Dupuy (Préface), Mon journal du concile : tome I : 1960-1963 ; tome II : 1964-1966, Cerf, 2002, 1227 p. (ISBN 978-2-2040-7017-1)
- Pour une Eglise servante et pauvre, Les éditions du Cerf, 2014, 141 p. (ISBN 978-2-2041-0195-0)

### Liste d'articles
- « Chrétiens désunis - Principes d'un « œcuménisme » catholique », par Yves Congar, version corrigée inédite, 1937-2003.
- « Quod omnes tangit ab omnibus tractari et approbari debet », Revue historique de droit français et étranger, no 81, 1958, p. 210-259.
- Yves Congar (1904-1995) : une passion pour l’unité. Note sur ses intuitions et son herméneutique œcuménique, à l’occasion du centenaire de sa naissance : Hervé Legrand, Nouvelle Revue théologique 2004/4 (Tome 126), pages 529 à 554.